# Aoki Shūzō
Aoki Shūzō est un nom japonais traditionnel ; le nom de famille (ou le nom d'école), Aoki, précède donc le prénom (ou le nom d'artiste) Shūzō.
Aoki Shūzō, 1er vicomte Aoki (青木 周藏) (3 mars 1844 - 16 février 1914) est un diplomate japonais qui fut ministre des Affaires étrangères.

## Biographie
Issu d'une famille de samouraï, le Vicomte Aoki Shūzō est le fils d'un médecin du domaine de Chōshū (dans l'actuelle préfecture de Yamaguchi). Il étudia les sciences et la médecine occidentales (rangaku) à la Meirinkan (école Han) du domaine à Hagi et à Nagasaki. Il fut ensuite envoyé en Allemagne pour étudier le droit occidental en 1868. Il y étudia cependant beaucoup plus de sujets que prévu, allant de la médecine occidentale à la politique, à l'économie et même à la science militaire. Dans les notes qu'on a retrouvées, il racontait qu'il étudiait comment fabriquer de la bière, du papier, des billets de banque, des tapis, et les techniques occidentales de gestion des forêts.
Aoki retourna au Japon juste après la restauration de Meiji et il intégra le ministère des Affaires étrangères en 1873 où il devint premier secrétaire des légations japonaises en Allemagne, aux Pays-Bas et en Autriche. Il fut ensuite vice-ministre des Affaires étrangères dans le 1er gouvernement Itō et ministre des Affaires étrangères dans le 1er gouvernement Yamagata. Pendant son mandat, il travailla à la révision des traités inégaux entre l'empire du Japon et différents pays européens, en particulier les clauses d'extraterritorialité, et exprima sa préoccupation vis-à-vis de l'expansion de l'empire russe alors en cours vers l'Est.
En 1891, Aoki fut forcé de démissionner à la suite du scandale d'Ōtsu, mais il retrouva son fauteuil de ministre des Affaires étrangères dans le gouvernement Matsukata.
En 1894, envoyé en Grande-Bretagne comme ambassadeur, Aoki travailla avec le ministre des Affaires étrangères Mutsu Munemitsu pour réviser les traités inégaux avec succès car un nouveau traité anglo-japonais fut signé à Londres le 14 juillet 1894.
Retrouvant son poste de ministre des Affaires étrangères dans le 2e gouvernement Yamagata, Aoki aida à ce que le Japon soit reconnu comme une grande puissance en supportant militairement les forces européennes durant la révolte des Boxers.
Aoki fut ensuite nommé au Conseil privé et reçut le titre de shishaku (vicomte).
En 1906, il fut ambassadeur aux États-Unis. En 1908, Aoki protesta auprès du président Theodore Roosevelt afin de mettre fin à l'hostilité raciale envers les immigrants japonais en Californie. Il existait des groupes et des projets de loi anti-asiatiques qui discriminaient les Japonais, notamment en imposant la ségrégation des enfants japonais dans les écoles. Les Californiens ne voulaient pas que les immigrants japonais dominent l'économie agricole de l'État, car les Japonais achetaient leurs propres terres et refusaient de travailler pour les Californiens blancs. Aoki négocia avec Roosevelt et parvint à un accord visant à restreindre les passeports, expulser certains Japonais et retirer les projets de loi anti-étrangers. Bien que cela n’ait pas mis fin à l'immigration japonaise ni aux futures lois discriminatoires, cela réduisit les tensions diplomatiques.
Aoki meurt des complications d'une pneumonie en 1914 à son domicile de Kōjimachi à Tokyo. Sa tombe se trouve au Nasu.

## Mariage et progéniture

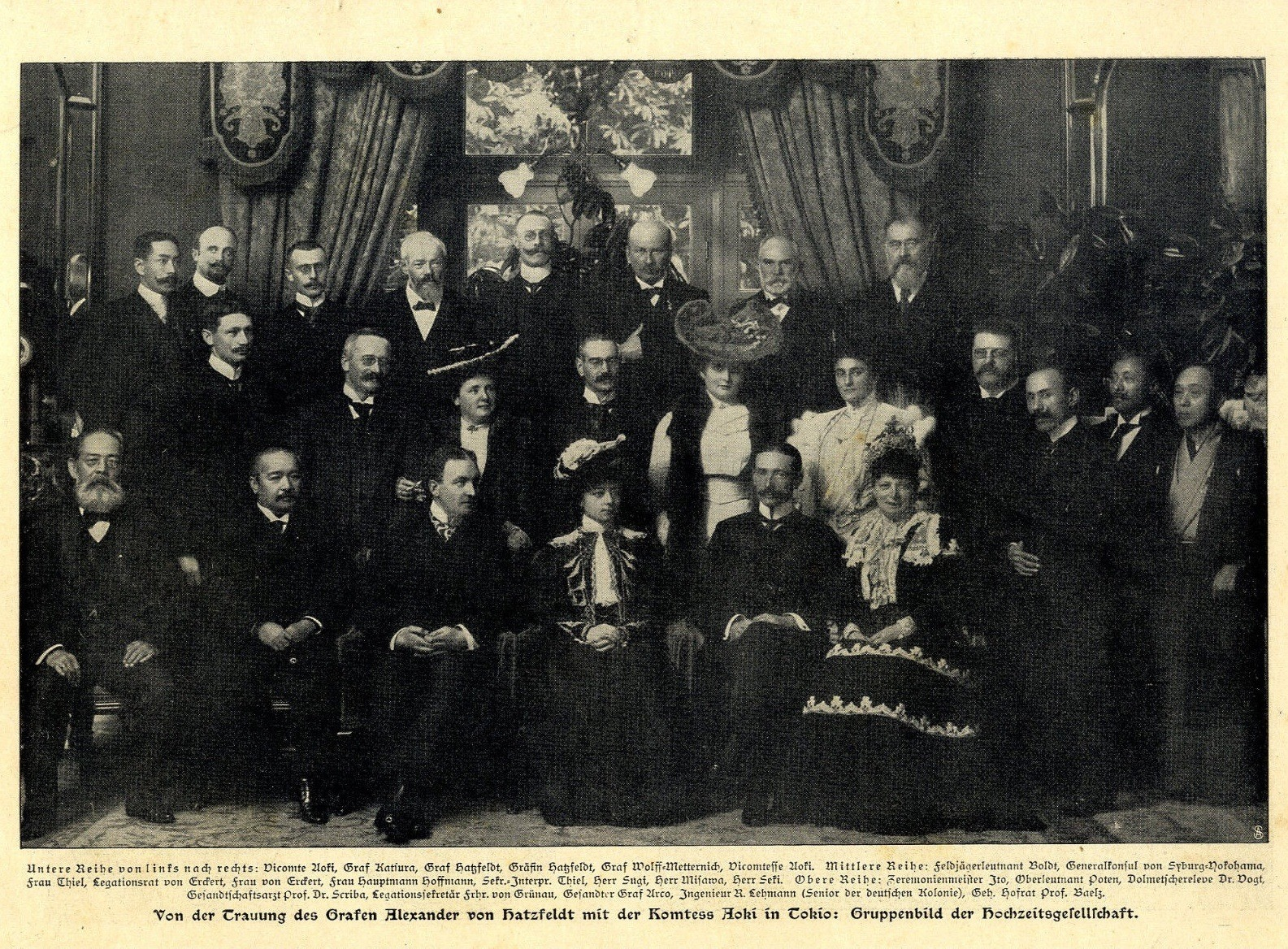
Le mariage de Hanna, la fille d'Aoki, et du comte von Hatzfeldt en 1904.

Le 20 avril 1877, Aoki épouse à Brême Elisabeth von Rhade (1849–1931). Fille d'un aristocrate prussien, Elisabeth est née à Strippow, en Poméranie. Sa veuve décède le 5 avril 1931 à Munich. Ensemble, ils eurent une fille :
La vicomtesse Aoki Hanna (Hanako) (16 décembre 1879 – 24 juin 1953), qui épousa Alexander Maria Hermann Melchior, comte von Hatzfeldt zu Trachenberg (1877–1953), le deuxième fils du prince Hermann von Hatzfeldt, à Tokyo, le 19 décembre 1904.
Par sa fille, Aoki était le grand-père de la comtesse Hissa Elisabeth Natalie Olga Ilsa von Hatzfeldt zu Trachenberg (26 février 1906 – 4 juin 1985), qui épousa le comte Maria Erwin Joseph Sidonius Benediktus Franziskus von Sales Petrus Friedrich Ignatius Hubertus Johannes von Nepomuk Felix Maurus von Neipperg (arrière-petit-fils du général autrichien Adam Albert von Neipperg) à Munich en 1927. Erwin et Hissa ont eu quatre enfants, mais aujourd'hui éteints dans la lignée masculine. La fille de Hissa, Maria Hedwig Gabrielle Nathalie Benedicta Lioba Laurentia, comtesse von Neipperg (née le 10 août 1929), a épousé Sir Anthony Williams, l'ambassadrice britannique en Argentine durant la guerre des Malouines.
Morihisa Aoki, l'ambassadrice japonaise en fonction au Pérou durant la prise d'otage de l'ambassade japonaise, était son arrière-petit-fils adoptif.

## Villa Aoki

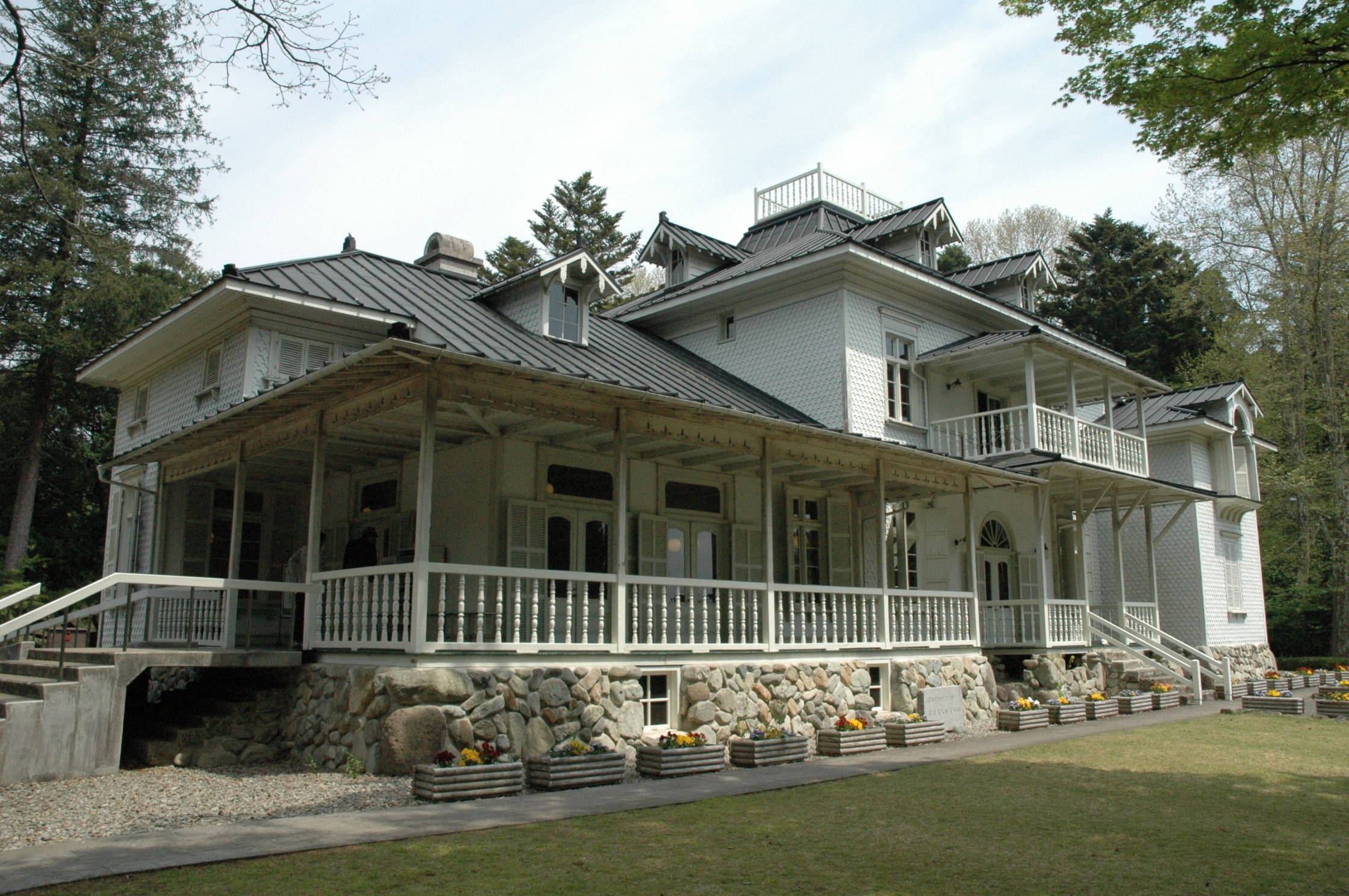
Villa Aoki à Nasushiobara.

Aoki a fait construire en 1888 une maison de campagne de style occidental à Nasu (aujourd'hui la ville de Nasushiobara, préfecture de Tochigi) par son ami de l'époque berlinoise, l'architecte Matsugasaki Tsumunaga (1858–1921). Cette maison a été restaurée avec soin ces dernières années et a été inscrite sur la liste des biens culturels importants du Japon. Matsugasaki était venu à Berlin avec la mission Iwakura, avait étudié à l'École technique supérieure de Charlottenburg sous la direction de Hermann Ende, et n'était retourné au Japon qu'en 1885. Au Japon, il facilita l'obtention de commandes de construction pour Hermann Ende, dont le ministère japonais de la Justice, entre autres. Le bâtiment a été restauré avec soin ces dernières années. En 1888, Matsugasaki recommanda Aoki comme premier président de la nouvelle association d'architectes.

## Distinctions

### Décorations japonaises
- Grand cordon de l'Ordre des fleurs de Paulownia (16 février 1914)
- Médaille commémorative de l'annexion de la Corée (1er août 1912)
- Grand cordon de l'Ordre du Soleil levant (29 août 1894)
- Grand-croix de l'Ordre du Trésor sacré (1re classe) (30 juin 1890)
- Médaille de la promulgation de la Constitution impériale (25 novembre 1889)
- Commandeur de l'Ordre du Soleil levant (3e classe) (6 février 1878)

### Décorations étrangères

#### Empire allemand
- Grand-croix de l'Ordre de l'Aigle rouge (17 août 1895)
- Chevalier de l'Ordre de la Couronne (1re classe) (21 décembre 1880)

#### Royaume de Bavière
- Chevalier de l'Ordre de Saint-Michel (1re classe) (17 août 1895)

#### Danemark
- Grand-croix de l'Ordre de Dannebrog (22 juillet 1902)

#### Grand-duché de Mecklembourg-Schwerin
- Grand-croix de l'Ordre du Griffon (25 décembre 1885)

#### Empire ottoman
- Chevalier de l'Ordre l'Osmaniye (1re classe) (17 août 1895)
- Chevalier de l'Ordre du Médjidié (1re classe) (27 mai 1891)

#### Pays-Bas
- Grand-croix de l'Ordre du Lion néerlandais (21 décembre 1882)

#### Royaume de Portugal
- Grand-croix de l'Ordre du Christ (27 septembre 1887)

#### Royaume de Saxe
- Grand-croix de l'Ordre d'Albert (26 février 1879)

#### Duché de Saxe-Cobourg et Gotha
- Grand-croix de l'Ordre de la Maison ernestine de Saxe (25 décembre 1885)

#### Grand-duché de Saxe-Weimar-Eisenach
- Grand-croix de l'Ordre du Faucon blanc (21 décembre 1882)

#### Siam
- Chevalier grand'croix de l'Ordre de la Couronne (21 février 1888)